# Franz Karl von Sachsen-Lauenburg

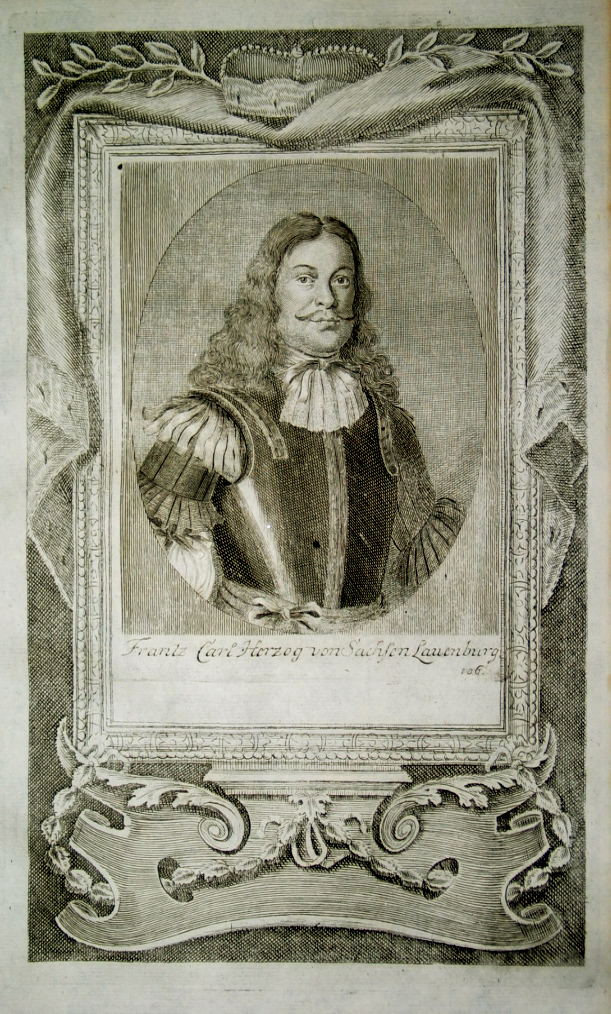
Franz Karl von Sachsen-Lauenburg

Franz Karl von Sachsen-Lauenburg (* 2. Mai 1594; † 30. November 1660 in Neuhaus) war ein Prinz von Sachsen-Lauenburg und General im Dreißigjährigen Krieg.

## Leben
Franz Karl war ein Sohn des Herzogs Franz II. von Sachsen-Lauenburg (1547–1619) aus dessen zweiter Ehe mit Maria (1566–1626), Tochter des Herzogs Julius von Braunschweig-Wolfenbüttel.
Franz Karl trat in militärische Dienste, nachdem er gemeinsam mit seinen Brüdern, seinen älteren Bruder August 1619 in einem Erbvertrag als Herzog von Sachsen-Lauenburg bestätigte. Nachdem er in verschiedenen Armeen diente, wechselte er schließlich in das protestantische Heer des Grafen Peter Ernst II. von Mansfeld, wo er gegen den Kaiser in Böhmen kämpfte. Im kaiserlichen Heer dienten auf der Gegenseite drei von Franz Karls Brüdern.
Im Jahr 1623 erreichte Franz Karls älterer Bruder Julius Heinrich die Aussöhnung mit Kaiser Ferdinand II. Bei der Fürstenversammlung in Lauenburg wurde 1625 beschlossen, Niedersachsen unter den Schutz des dänischen Königs Christian IV. gegen den Kaiser und die Katholische Liga zu stellen. Franz Karl warb ein Regiment für den Dänenkönig und lagerte im neutralen Sachsen-Lauenburg seines Bruders August, wo er mit seinen Truppen feindselig auftrat. Nach der Niederlage Christians suchte Franz Karl erneut die Aussöhnung mit dem Kaiser, wobei er sich Wallenstein bediente.
Am 19. September 1628 heiratete Franz Karl Agnes von Brandenburg, Witwe des Herzogs Philipp Julius von Pommern. Wiederum mit Hilfe Wallensteins, erreichte Franz Julius, dass seine Frau ihr Leibgedinge Barth behalten durfte. Nachdem König Gustav II. Adolf von Schweden 1630 in Pommern landete, stellte sich Franz Karl umgehend als Obrist in dessen Dienste. In der Residenz seines Bruders August in Ratzeburg geriet Franz Karl in die Gefangenschaft des kaiserlichen Feldherren Pappenheim, war aber bald wieder als schwedischer Oberst in Dienst und wechselte nach dem Tod Gustav Adolfs in kursächsische Dienste, wo ihm wieder eine Annäherung an das kaiserliche Lager gelang.
Unter dem Gesellschaftsnamen Der Schönste wurde er als Mitglied in die literarische Fruchtbringende Gesellschaft aufgenommen.
1637 konvertierte Franz Karl zum Katholizismus und trat als Generalwachtmeister in kaiserliche Dienste. Mit kaiserlicher Vermittlung heiratete Franz Karl nach dem Tod seiner ersten Gemahlin am 27. August 1639 in Ödenburg Katharina von Brandenburg, die schwer reiche Witwe des siebenbürgischen Fürsten Gábor Bethlen. Seine Frau verkaufte alle ungarischen Besitzungen und zog zu ihrem Mann nach Deutschland, wo sie 1644 starb. Franz Karl heiratete nochmals 1651 Gräfin Christine Elisabeth von Meggau, Witwe des Freiherren Christoph Adolf von Teuff. Im gleichen Jahr tötete er im Duell den kursächsischen Generalmajor Eustachius von Löser. Nach dem Ausscheiden aus dem Militärdienst bereiste er Italien. Er starb in Neuhaus und hinterließ, trotz seiner drei Ehen, lediglich außerehelich geborene Kinder.